# Fruchtpickerdrossel

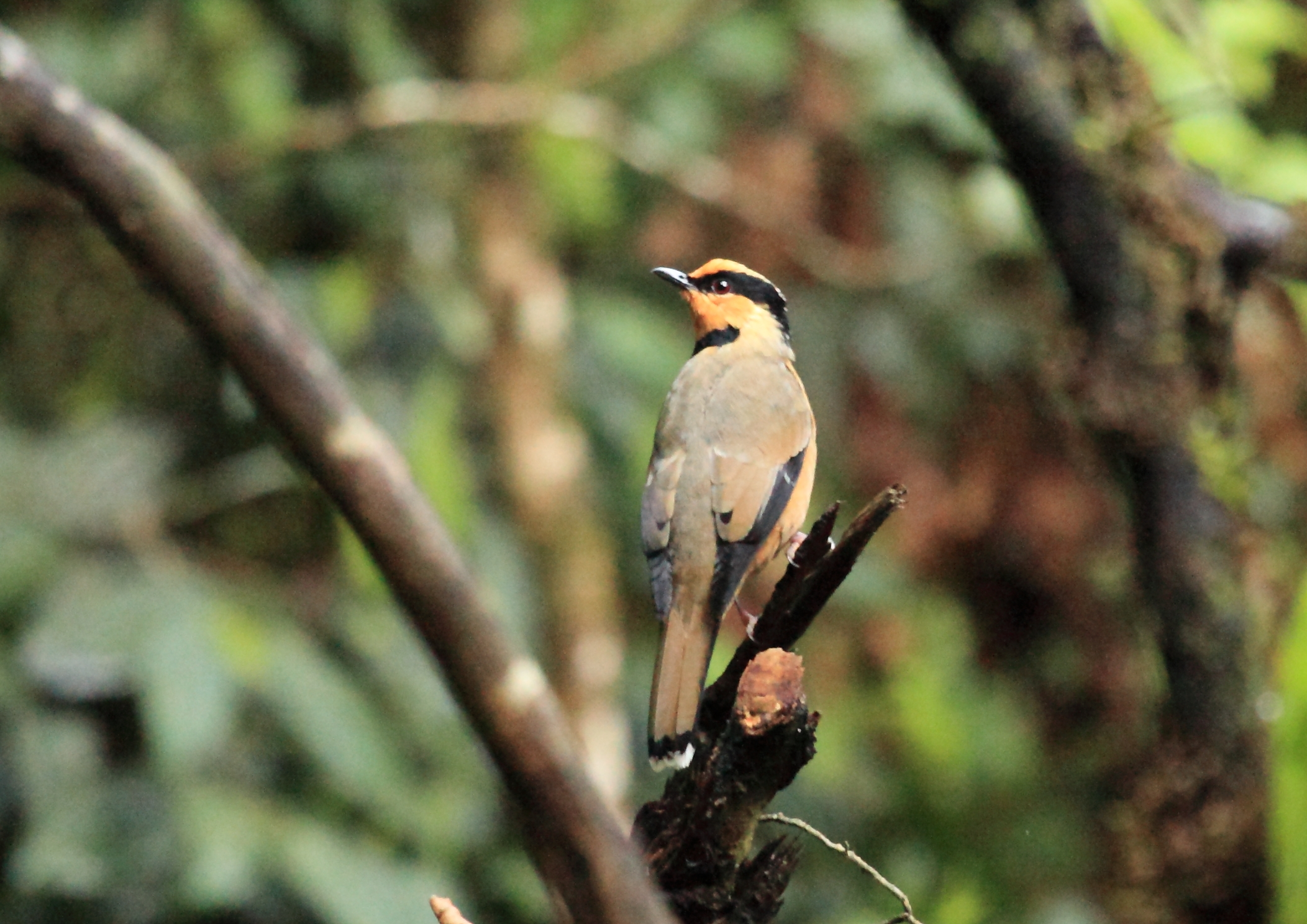
Weibchen

Die Fruchtpickerdrossel (Chlamydochaera jefferyi)  ist ein auf Borneo vorkommender Singvogel aus der Familie der Drosseln (Turdidae).

## Merkmale
Die Fruchtpickerdrossel erreicht eine Körperlänge von ca. 22 Zentimetern. Zwischen den Geschlechtern besteht ein leichter Sexualdimorphismus. Bei den Männchen sind Kopf, Hals und Kehle hell rötlich gefärbt. Über das Gesicht erstreckt sich eine schwarze Maske, die bis in den Nacken reicht. Auf der Brust hebt sich ein tiefschwarzes Lätzchen ab. Die Oberseite einschließlich der Flügel und der Schwanzfedern haben eine taubengraue bis mausgraue Farbe. Die äußeren Federn der Handschwingen sind schwarz. Am Ende der Steuerfedern hebt sich ein schwarzer Streifen mit weißen Spitzen ab. Die Unterseite der Vögel ist aschgrau. Weibchen weisen im Wesentlichen die gleichen Zeichnungselemente wie die Männchen auf, ihre Oberseite ist jedoch hell rötlich braun gefärbt. Der Schnabel ist bei beiden Geschlechtern schwarzgrau, die Iris schwarz, Beine und Füße haben eine rötliche Farbe.

## Ähnliche Arten
Aufgrund der charakteristischen Gefiederzeichnung ist die Art unverwechselbar.

## Verbreitung und Lebensraum
Die Fruchtpickerdrossel ist auf Borneo endemisch. Sie kommt sowohl im indonesischen als auch im malaysischen Teil der Insel vor. Die bevorzugten Lebensräume der Vögel sind montane Wälder. Sie sind meist in Höhenlagen zwischen 700 und 3200 Metern anzutreffen.

## Lebensweise
Fruchtpickerdrosseln bewohnen überwiegend Regenwälder und verstecken sich gerne im dichten Laubwerk. Sie ernähren sich in erster Linie von Früchten. Die Vögel erscheinen zuweilen in kleinen Gruppen. Sie sind nicht sehr sangesfreudig. Die Brut findet schwerpunktmäßig zwischen Februar und Mai statt. Die Nester werden in Bäumen in Höhen zwischen 1,5 und 15,0 Metern vom Weibchen gebaut. Sie werden tassenförmig aus Grashalmen, dünnen Zweigen und Moos mit einem Durchmesser von rund 15 Zentimetern hergestellt. Ein Gelege besteht meistens aus zwei ca. sechs Gramm schweren Eiern. Diese sind cremefarben und mit einigen kleinen rotbraunen Flecken versehen. Die Brutzeit beträgt durchschnittlich 15 Tage. Nur das Weibchen brütet und wird vom Männchen mit Nahrung versorgt. Die Nestlingszeit der Jungvögel, die von beiden Eltern gefüttert werden, beträgt im Durchschnitt 18 Tage.

## Bestand und Gefährdung
Die Fruchtpickerdrossel ist in ihren Vorkommensgebieten zwar im Rückgang begriffen, wird von der Weltnaturschutzorganisation IUCN jedoch noch als „least concern = nicht gefährdet“ geführt.